# Liste des journaux scientifiques en mathématiques
Liste (incomplète) de revues scientifiques, qui publient des articles dans le domaine des mathématiques.
- Haut – A
- B
- C
- D
- E
- F
- G
- H
- I
- J
- K
- L
- M
- N
- O
- P
- Q
- R
- S
- T
- U
- V
- W
- X
- Y
- Z

## A
- Abhandlungen aus dem Mathematischen Seminar der Universität Hamburg
- Acta Arithmetica
- Acta Mathematica Academiae Paedagogicae Nyíregyháziensis (site)
- Acta Mathematica Hungarica
- Acta Mathematica Universitatis Comenianae
- Acta Mathematica
- Acta Numerica
- Acta Scientiarum Mathematicarum
- Acta Societatis Scientiarum Fennicae
- Advances in Applied Mathematics
- Advances in Continuous and Discrete Models (site)
- Advances in Difference Equations
- Advances in Geometry
- Advances in Mathematics
- Advances in Theoretical and Mathematical Physics (site)
- Aequationes Mathematicae
- African Journal of Educational Studies in Mathematics and Sciences
- Afrika Matematika
- Albanian Journal of Mathematics (site)
- Algebra and Logic
- Algebra i Logika
- Algebra & Number Theory
- Algebra Universalis
- Algebraic & Geometric Topology (en) (site)
- Algebraic Combinatorics
- American Journal of Mathematics
- American Journal of Computational and Applied Mathematics (site)
- American Mathematical Monthly
- Analysis & PDE (site) (sur projecteuclid.org)
- Analysis Mathematica (site)
- Annales Academiæ Scientiarum Fennicæ Mathematica
- Annales de la Faculté des sciences de Toulouse
- Annales Henri Poincaré
- Annales Mathématiques Blaise Pascal
- Annales scientifiques de l'École normale supérieure
- Annali della Scuola Normale Superiore di Pisa - Classe di Scienze (site)
- Annals of Combinatorics
- Annals of Mathematics
- Annals of Mathematical Statistics
- Annals of Probability
- Annals of Statistics
- Annals of the New York Academy of Sciences
- Applied Mathematics E - Notes (site)
- Applied Sciences (site)
- Archiv der Mathematik
- Archiv der Mathematik und Physik
- Archive for Rational Mechanics and Analysis
- Archivum Mathematicum
- Arkiv för Matematik (accès ouvert)
- Arkiv för Matematik, Astronomi och Fysik
- Asian Journal of Mathematics (site)
- Ars Combinatoria
- Ars Mathematica Contemporanea
- Atti dell'Accademia Peloritana dei Pericolanti – Classe di Scienze Fisiche, Matematiche e Naturali (site)
- Australasian Journal of Combinatorics

## B
- Balkan Journal of Geometry and Its Applications (site)
- Banach Journal of Mathematical Analysis (BJMA) (site)
- Boletin Asociacio Matematica Vanezolana - English (site)
- Bollettino dell'Unione Matematica Italiana (site)
- Boundary Value Problems (site)
- Brazilian Journal of Probability and Statistics (site)
- Bulletin of Mathematical Analysis and Applications (site)
- Bulletin of TICMI (site)
- Bulletin of the American Mathematical Society
- Bulletin of the London Mathematical Society (site)
- Bulletin canadien de mathématiques
- Bulletin, Classes des Sciences Mathematiques et Naturelles, Sciences (site)
- Bulletin of Statistics & Economics (site)

## C
- Canadian Mathematical Bulletin (Bulletin canadien de mathématiques)
- Canadian Journal of Mathematics (Journal canadien de mathématiques)
- Cognitive Computation
- Central European Journal of Mathematics
- Combinatorica
- Combinatorics, Probability and Computing
- Commentarii mathematici Helvetici
- Communications in Algebra (site)
- Communications in Mathematical Analysis (site)
- Communications in Mathematical Physics
- Communications on Pure and Applied Mathematics
- Compositio Mathematica
- Comptes Rendus Mathématique
- Congressus Numerantium

## D
- Differential Equations (site)
- Differential Geometry - Dynamical Systems (site)
- Differential Geometry and its Applications
- Discrete and Computational Geometry
- Discrete Dynamics in Nature and Society (site)
- Discrete Mathematics (site)
- Discrete Mathematics & Theoretical Computer Science
- Divulgaciones Matematicas (site)
- Documenta Mathematica (site)
- Duke Mathematical Journal

## E
- Electronic Journal of Combinatorics
- Electronic Journal of Differential Equations (site)
- Electronic Journal of Linear Algebra (site)
- Electronic Journal of Qualitative Theory of Differential Equations (site)
- Electronic Journal of Statistics
- Electronic Research Announcements of the American Mathematical Society (site)
- Electronic Transactions on Numerical Analysis
- Ergodic Theory and Dynamical Systems
- European Journal of Applied Mathematics (site)
- European Journal of Mathematics (site)
- European Journal of Combinatorics
- Experimental Mathematics

## F
- Far East Journal of Mathematical Sciences (site)
- Fibonacci Quarterly
- Filomat (site)
- Fixed Point Theory and Applications (site)
- Formalized Mathematics (site)
- Forum Geometricorum: A Journal on Classical Euclidean Geometry (site)
- Forum of Mathematics, Pi et Sigma
- Fundamenta Mathematicae

## G
- Geometriae Dedicata
- Geometric and Functional Analysis
- Geometry & Topology
- Glasgow Mathematical Journal (en) (site)
- Glasnik Matematicki (site)

## H
- Hiroshima Mathematical Journal (site)
- Homology, Homotopy and Applications (site)

## I
- Illinois Journal of Mathematics
- IMHOTEP: African Journal of Pure and Applied Mathematics (site)
- Indiana University Mathematics Journal
- Indagationes Mathematicae
- Integers: Electronic Journal of Combinatorial Number Theory (site)
- Integral Equations and Operator Theory
- InterJournal (site)
- Interdisciplinary Information Sciences (site)
- International Journal for Mathematics Teaching and Learning (site)
- International Journal of Algebra and Computation
- International Journal of Applied and Computational Mathematics
- International Journal of Applied Mathematics and Computation (site)
- International Journal of Applied Mathematics and Computer Science (site)
- International Journal of Applied Mathematics & Statistics (site)
- International Journal of Artificial Intelligence (IJAI) (site)
- International Journal of Differential Equations (site)
- International Journal of Ecological Economics & Statistics (IJEES) (site)
- International Journal of Imaging (site)
- International Journal of Intelligent Technologies and Applied Statistics (site)
- International Journal of Mathematics (site)
- International Journal of Mathematics and Computation (site)
- International Journal of Mathematics and Mathematical Sciences (en) (site)
- International Journal of Mathematics and Statistics (site)
- International Journal of Number Theory
- International journal of simulation. Systems, science and technology (site)
- International Journal of Tomography and Statistics (site)
- International Statistical Review
- Inventiones Mathematicae
- Involve, a Journal of Mathematics (site)
- Israel Journal of Mathematics
- Izvestiya: Mathematics (en) (site)

## J
- Jahresbericht der Deutschen Mathematiker-Vereinigung
- Journal of Algebra
- Journal of Algebraic Combinatorics
- Journal of the American Mathematical Society
- Journal of Applied Mathematics (site)
- Journal of Applied Mathematics and Computing (site)
- Journal of Applied Mathematics and Mechanics
- Journal of Applied Mathematics and Physics
- Journal of the Australian Mathematical Society (site)
- Journal of Combinatorial Designs
- Journal of Combinatorial Algebra (site)
- Journal of Commutative Algebra (site)
- Journal of Computational and Applied Mathematics
- Journal of Computer-Generated Euclidean Geometry (site)
- Journal of Differential Equations (site)
- Journal of Differential Geometry
- Journal of Dynamics and Differential Equations (site)
- Journal of the European Mathematical Society
- Journal of Fluid Mechanics
- Journal of Functional Analysis
- Journal of Geometry
- Journal of Geometry and Physics (site)
- Journal of Graph Algorithms and Applications
- Journal of Graph Theory
- Journal of Group Theory
- Journal of Hyperbolic Differential Equations (site)
- Journal of Inequalities in Pure and Applied Mathematics (site)
- Journal of the Institute of Mathematics of Jussieu
- Journal of Integer Sequences
- Journal of the London Mathematical Society
- Journal of Mathematical Biology
- The Journal of Mathematical Neuroscience (site)
- Journal of Mathematical Physics
- Journal of Mathematical Sciences (site)
- Journal of Mathematics and Statistics (site)
- Journal of Mathematics of Kyoto University (site)
- Journal de Mathématiques Pures et Appliquées
- Journal of Nonlinear Mathematical Physics (site)
- Journal of Number Theory
- Journal of Online Mathematics and its Applications (site)
- Journal of Operator Theory
- Journal of Pure and Applied Algebra
- Journal für die reine und angewandte Mathematik
- Journal of Research of the National Institute of Standards and Technology
- Journal of Symbolic Logic
- Journal de Théorie des Nombres de Bordeaux
- Journal of Topology
- Journal of Topology and Analysis (JTA) (site)

## K
- Kyungpook Mathematical Journal (site)
- Kyushu Journal of Mathematics (site)

## L
- Linear Algebra and its Applications
- Lobachevskii Journal of Mathematics (site)

## M
- Manuscripta Mathematica
- Matematicki Vesnik (site)
- Mathematica Scandinavica
- Mathematical Inequalities & Applications (site)
- Mathematical Journal of Okayama University (site)
- Mathematical Physics Electronic Journal (site)
- Mathematical Population Studies (site)
- Mathematical Problems in Engineering (site)
- Mathematical Proceedings of the Cambridge Philosophical Society (site)
- Mathematical Structures in Computer Science (site)
- Mathematics of Computation
- Mathematics Educator
- Mathematika
- Mathematische Annalen
- Mathematische Nachrichten
- Mathematische Zeitschrift
- Memoirs of the American Mathematical Society
- Methods and Applications of Analysis (site)
- Michigan Mathematical Journal
- Missouri Journal of Mathematical Sciences (site)
- Monatshefte für Mathematik
- Montana Mathematics Enthusiast (site)
- Multiscale Modeling & Simulation
- Münster Journal of Mathematics

## N
- Nachr. Ges. Wiss. Göttingen 1894-1933 dans les archives du Göttinger Digitalisierungszentrum
- Nagoya Mathematical Journal (site)
- New York Journal of Mathematics (site)
- Nexus Network Journal: architecture and mathematics (site)
- Notices of the American Mathematical Society
- Nouvelles annales de mathématiques

## O
- Opuscula Mathematica (site)

## P
- Pacific Journal of Mathematics
- Portugaliae Mathematica (en) (site)
- Proceedings of Symposia in Pure Mathematics
- Proceedings of the American Mathematical Society
- Proceedings of the Edinburgh Mathematical Society (site)
- Proceedings of the Indian Academy of Sciences: Mathematical Sciences (site)
- Proceedings of the Japan Academy. Series A, Mathematical Sciences (site)
- Proceedings of the London Mathematical Society (site)
- Proceedings of the Royal Society of Edinburgh: Section A Mathematics (site)
- Proyecciones- Revista de matemetica (site)
- Publicationes Mathematicae Debrecen (en) (site)
- Publications mathématiques de l'IHÉS
- Publications de l'Institut Mathematique (Beograd) (site)

## Q
- Quaestiones Mathematicae
- Quarterly Journal of Mathematics

## R
- The Ramanujan Journal
- Rendiconti del Seminario Matematico della Università e Politecnico di Torino (site)
- Rendiconti del Seminario Matematico della Università di Padova (site)
- Rendiconti di Matematica e delle sue Applicazioni
- Ricerche di Matematica (site)
- Rivista di Matematica della Università di Parma
- Rocky Mountain Journal of Mathematics (en) (site)
- RAIRO Informatique théorique et applications

## S
- Scripta Mathematica
- SIAM Journal on Applied Dynamical Systems (site)
- SIAM Journal on Applied Mathematics
- SIAM Journal on Computing
- SIAM Journal on Control and Optimization
- SIAM Journal on Discrete Mathematics
- SIAM Journal on Mathematical Analysis (site)
- SIAM Journal on Matrix Analysis and Applications
- SIAM Journal on Numerical Analysis
- SIAM Journal on Optimization (site)
- SIAM Journal on Scientific Computing
- SIAM Review (site)
- Séminaire Lotharingien de Combinatoire
- Siberian Electronic Mathematical Reports (site)
- Siberian Mathematical Journal (site)
- Solstice : An Electronic Journal of Geography and Mathematics (site)
- Southwest Journal of Pure and Applied Mathematics (site)
- Studia Mathematica
- Symmetry, Integrability and Geometry: Methods and Applications (site)

## T
- Taiwanese Journal of Mathematics, TJM (site)
- Tangente (magazine de vulgarisation)
- Theory and Applications of Categories (site)
- Theory of Probability and Its Applications
- Tohoku Mathematical Journal (site)
- Tokyo Journal of Mathematics (site)
- Topology
- Topology and its Applications (site)
- Transactions of the American Mathematical Society
- Turkish Journal of Mathematics (site)

## U
- Utilitas Mathematica